# Далай-лама
Дала́й-ла́ма (тиб. ཏཱ་ལའི་བླ་མ་, Вайли tA la’i bla ma, монг. Далай багш?, ᠳᠠᠯᠠᠢ 

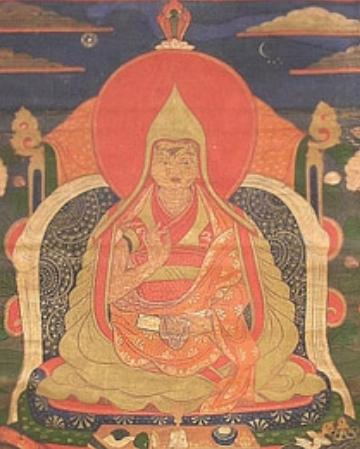
Гендун Друп, Далай-лама I (1391—1474 годы)

ᠪᠠᠭᠰᠢ?) — линия передачи (тулку) в тибетском буддизме школы Гелугпа, восходящая корнями к 1391 году.
По канону тибетского буддизма, Далай-лама является воплощением бодхисаттвы Авалокитешвары (тиб. སྤྱན་རས་གཟིགས), бодхисаттвы сострадания. Начиная с XVII века вплоть до 1959 года Далай-ламы были теократическими правителями Тибета, руководя страной из тибетской столицы Лхасы. В связи с этим и теперь Далай-лама рассматривается как духовный лидер тибетского народа. По отношению к Далай-ламе (хотя и не только к нему) используется титул «Его Святейшество». Хотя Далай-ламу часто считают руководителем школы Гелугпа, но на самом деле он таковым формально не является, — ею официально руководит Ганден Трипа (dga' ldan khri pa).
«Далай» означает в монгольском языке «океан» — в значении «Великий» (правящие ханы после Чингиз-хана носили титул Далай-хан), «лама» (bla ma) в тибетском эквивалентно санскритскому слову «гуру» и имеет значение «учитель».
После смерти Далай-ламы монахи организуют поиски его следующей инкарнации (тулку, тиб. sprul sku), маленького ребёнка, который должен обладать определёнными признаками и пройти тесты. Поиск занимает обычно несколько лет. Затем ребёнок отправляется в Лхасу, где проходит обучение под руководством опытных лам. Далай-лама и Панчен-лама связаны, как учитель и ученик: тот из них, кто старше, бывает учителем, кто моложе — учеником. Также Далай-ламу называют лидером Тибета.

## История
В 1578 году правитель монголов-тумэтов Алтан-хан вместе со своим народом принял буддизм от одного из высших лам школы гелуг — Сонама Гьяцо — и дал ему титул Далай-лама. Далай-лама V, заручившись поддержкой правителя ойратов-хошутов Гуши-хана, смог в XVII веке объединить Тибет. С тех пор Далай-ламы продолжали управлять страной вплоть до вторжения китайских войск в 1949 году и полного захвата Тибета в 1959 году. Далай-лама XIV бежал в Индию, где вплоть до 2011 года являлся фактическим главой Тибетского правительства в изгнании. В 2011 году он объявил, что отказывается от светской власти, которая переходит к председателю правительства в изгнании (калону-трипа).
Правительство КНР пытается взять на себя процедуру выборов новой реинкарнации, опираясь на прецедент во время правления императора Хунли династии Цин, который санкционировал порядок выборов Далай-ламы и других высших лам с помощью записок с именами, вытягивавшимися из золотой урны, символизировавшей покровительство императоров буддизму школы гэлуг. Недавно такую практику применили для назначения Панчен-ламы, которого объявили обладающим полномочиями для избрания нового Далай-ламы.
В 2007 году в интервью «Эху Москвы» Далай-лама XIV сказал, что после избрания политического руководства в ходе всенародных выборов он находится «наполовину в отставке». Также высказал мнение, что в следующих перевоплощениях Далай-лама не будет являться политическим лидером, а сохранение института Далай-ламы остаётся на усмотрение тибетского народа.
Зимней резиденцией Далай-лам в Тибете (начиная с пятого), являлся дворец Потала в Лхасе, в летний период — дворец Норбулинка. С 1959 года Далай-лама проживает в резиденции в северо-индийском городке Дхарамсала.